# Balkumari
Balkumari (en népalais : बालकुमारी) est un comité de développement villageois du Népal situé dans le district de Nuwakot. Au recensement de 2011, il comptait 2 486 habitants.